# Leichtathletik-Weltmeisterschaften 2013/Teilnehmer (Jamaika)
Der Leichtathletik-Verband Jamaikas stellte bei den Leichtathletik-Weltmeisterschaften 2013 in Moskau 45 Teilnehmer.
| Disziplin        | Jamaika                                                                                                 | Jamaika                                                                                             |
| Disziplin        | Männer                                                                                                  | Frauen                                                                                              |
| ---------------- | --- | --------------------------------------------------------------------------------------------------- |
| 100 m            | Usain Bolt, Nesta Carter, Kemar Bailey-Cole, Nickel Ashmeade                                            | Sheri-Ann Brooks, Schillonie Calvert, Shelly-Ann Fraser-Pryce, Kerron Stewart                       |
| 200 m            | Usain Bolt, Nickel Ashmeade, Warren Weir, Jason Livermore                                               | Shelly-Ann Fraser-Pryce, Patricia Hall, Anneisha McLaughlin                                         |
| 400 m            | Javere Bell, Javon Francis, Omar Johnson                                                                | Patricia Hall, Stephenie Ann McPherson, Novlene Williams-Mills                                      |
| 800 m            | — | —                                                                                                   |
| 1500 m           | — | —                                                                                                   |
| 5000 m           | — | —                                                                                                   |
| 10.000 m         | — | —                                                                                                   |
| Marathon         | — | —                                                                                                   |
| 100 m Hürden     | — | Andrea Bliss, Danielle Williams, Shermaine Williams                                                 |
| 110 m Hürden     | Hansle Parchment, Andrew Riley, Dwight Thomas                                                           | —                                                                                                   |
| 400 m Hürden     | Leford Green, Isa Phillips, Annsert Whyte                                                               | Danielle Dowie, Kaliese Spencer, Ristananna Tracey, Nickiesha Wilson                                |
| 3000 m Hindernis | — | —                                                                                                   |
| 20 km Gehen      | — | —                                                                                                   |
| 50 km Gehen      | — | —                                                                                                   |
| 4 × 100 m        | Nesta Carter Kemar Bailey-Cole Nickel Ashmeade Usain Bolt Warren Weir (Vorlauf) Oshane Bailey (Vorlauf) | Carrie Russell Kerron Stewart Schillonie Calvert Shelly-Ann Fraser-Pryce Sheri-Ann Brooks (Vorlauf) |
| 4 × 400 m        | Rusheen McDonald Edino Steele Omar Johnson Javon Francis Javere Bell (Vorlauf) Javon Francis (Vorlauf)  | Rosemarie Whyte Kaliese Spencer Anastasia Le-Roy Christine Day                                      |
| Stabhochsprung   | — | —                                                                                                   |
| Hochsprung       | — | —                                                                                                   |
| Weitsprung       | Damar Forbes                                                                                            | Francine Simpson                                                                                    |
| Dreisprung       | — | Kimberly Williams                                                                                   |
| Kugelstoßen      | Raymond Brown, O’Dayne Richards                                                                         | —                                                                                                   |
| Diskuswurf       | — | —                                                                                                   |
| Hammerwurf       | — | —                                                                                                   |
| Speerwurf        | — | —                                                                                                   |
| Siebenkampf      | — | —                                                                                                   |
| Zehnkampf        | — | —                                                                                                   |